# طواحس (السدة)

تعديل مصدري - تعديل

طواحس محلة تابعة لقرية الاغراب، التابعة لعزلة الاعماس بمديرية السدة إحدى مديريات محافظة إب في الجمهورية اليمنية.، بلغ تعداد سكانها 73 حسب تعداد اليمن لعام 2004.